# Gin
Gin ali džin je vrsta destilirane alkoholne pijače z vsebnostjo alkohola, večjo od 37,5 %. Osnova za destilacijo je 96 % etanol žitnega izvora (angl GNS - Grain Natural Spirit). Osnovni pogoj za imenovanje žgane pijače "gin" je vsebnost brinovih jagod, ki se dodajo ob sekundarni destilaciji. Lahko je aromatiziran tudi z drugimi zelišči (recepti so različni in dovoljeno je več zelišč).  

## Zgodovina
Pijačo so prvič začeli proizvajati Nizozemci v 17. stoletju. Kmalu je postala zelo popularna v Angliji, ki jo je izvažala v kolonizirane države po svetu, zlasti v Ameriko.  

## Mešanja (koktejli)
Džin se pogosto uporablja za sestavino v koktajlih. Trije najbolj znani so:
- Gin tonic (G&T),
- Negroni,
- Tom Collins